# ワレンチナ・テレシコワ
ワレンチナ・ヴラディミロヴナ・テレシコワ（ロシア語: Валенти́на Влади́мировна Терешко́ва, ラテン文字転写: Valentina Vladimirovna Tereshkova, 1937年3月6日 - ）は、ソ連・ロシアの飛行士空軍軍人、政治家。1963年6月16日にボストーク6号に搭乗し、女性として人類初の宇宙飛行をおこなった。
ボストーク計画で宇宙飛行をおこなった飛行士では、2024年時点で唯一の存命者である。

## 来歴
テレシコワはヤロスラヴリ州の小さな村、マスレンニコフに生まれた。学校を卒業後、通信制教育で学んだ後、織物工場で勤務した。

### 宇宙飛行士への選抜
1962年、女性飛行士候補に選抜され、400人を超える候補の中から選抜された5人の1人となった。テレシコワ以外の4人はタチアナ・クズネツォワ、イリーナ・ソロウィオワ、ジャーンナ・ヨールキナ、ワレンチナ・ポノマレワである。

### 宇宙飛行

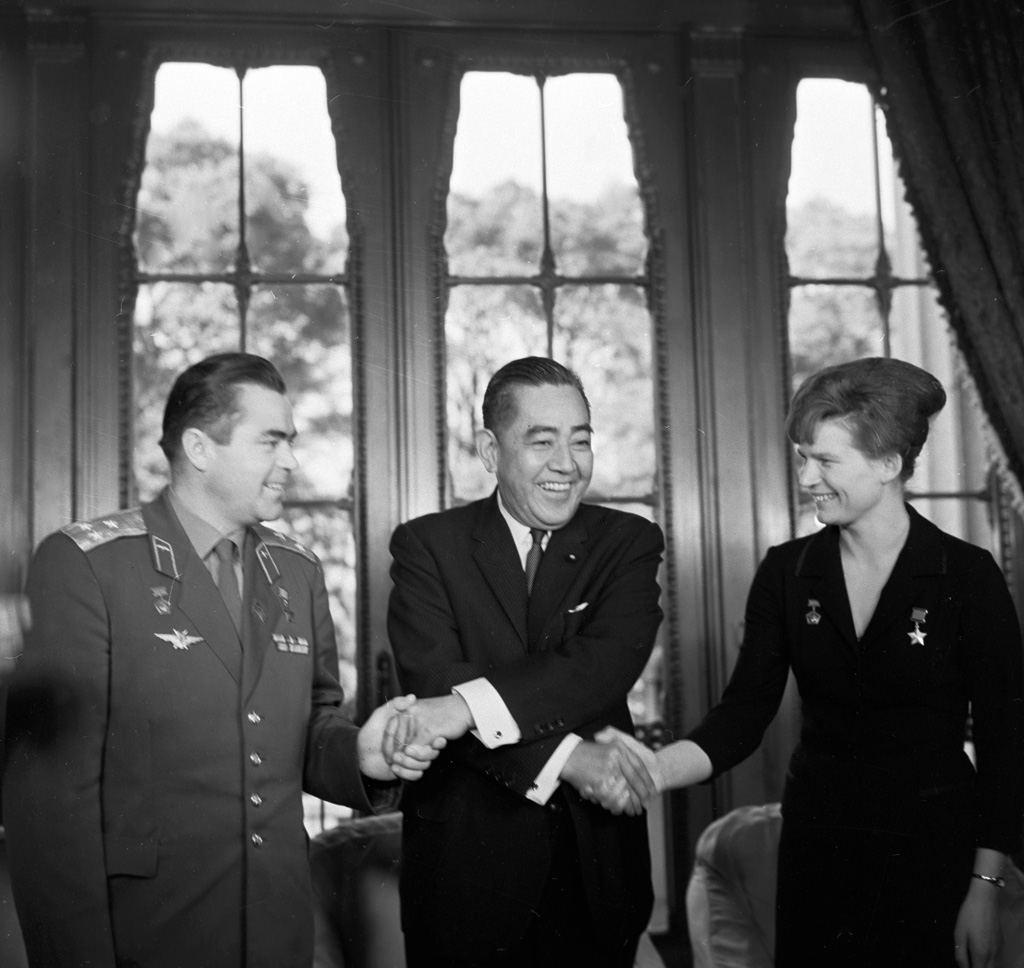
当時の夫であるアンドリアン・ニコラエフととも佐藤栄作首相と握手するテレシコワ（1965年）

1963年6月16日、テレシコワはボストーク6号に単独搭乗して70時間50分で地球を48周する軌道飛行を行い、史上初の女性宇宙飛行士となった。
旧ソ連や現在のロシアでは、宇宙活動中の全ての飛行士が個人識別用のコールサインを付与され、テレシコワは「チャイカ」（Ча́йка、カモメの意）が与えられた。打上げ後の «Я — Чайка» （ヤー・チャイカ、「こちらチャイカ」の意）という応答が女性宇宙飛行士の宇宙で発した最初の言葉となり、日本ではチェーホフの戯曲『かもめ』で登場人物のニーナが繰り返し言う台詞「私はカモメ」と結びつけて紹介された（同作の中で「私はカモメ」は、愛を失い苦悩を重ねるニーナが望みを捨てず、いつか飛び立つことを夢みて口ずさむ言葉）。

### 宇宙飛行後の活動

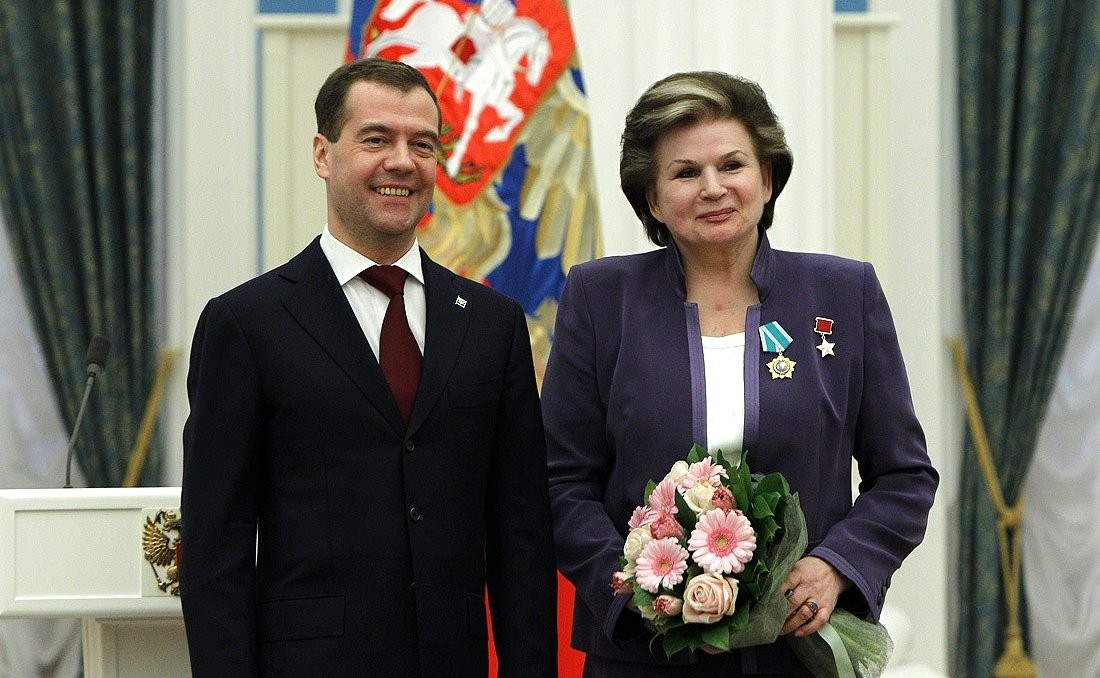
友好勲章受章の際にドミートリー・メドヴェージェフ大統領と並ぶテレシコワ（2011年4月12日）

飛行後の1963年6月22日にソ連邦英雄を受章。ジュコフスキー空軍大学に入学し、1969年に宇宙工学の単位を得て卒業した。同年に女性飛行士隊は解散される。1977年に工学で博士号を得る。1966年から1991年までソ連邦最高会議の一員であり、1974年から1989年にかけては最高会議幹部会の一員であった。また、1969年から1991年まで党中央委員会の一員であった。1997年に大統領令により、空軍と宇宙飛行士隊から引退している。最終階級は空軍少将。
1963年11月3日に同僚の宇宙飛行士であるアンドリアン・ニコラエフと結婚し、1964年に娘のエレナを産んでいる。1965年9月、日本社会党の招待により夫妻で来日した。このとき科学技術館で開催されていた「ソ連宇宙開発展」にあわせて講演会が開かれた。
1982年に離婚し、シャポシュニコフ博士と再婚した。博士とは1999年に死別しており、現在は独身である。
2003年6月10日に名誉勲章を受章。2011年4月12日に友好勲章を受章。12月4日に投開票されたロシアの下院選には、プーチン首相率いる政権与党統一ロシアから出馬・当選を果たし、ソ連邦最高会議時代以来、久々に政界に復帰した。2007年ドイツのエドゥアルト・ライン財団から名誉リングを授与された。
2020年3月10日、下院本会議上でロシア憲法改正案について、当時大統領4期目だったプーチンが続けて5期目に立候補できるよう修正を提案。下院は憲法改正時の大統領にはそれまでの任期を算入しないとする修正案を採用し、11日に上院と共に通過させた。当選すれば5期目となる2024年大統領選挙にプーチンが無所属で出馬した場合の推薦グループの一員になる可能性が取り沙汰されている。
有人飛行から60周年を迎えた2023年6月、プーチン大統領は前月に新たに創設した「ガガーリン勲章」をテレシコワに授与する法令に署名し、彼女は最初の受章者となった。